# Reinieri Mayorquín
Reinieri Joel Mayorquín Gámez (San Pedro Sula, 13 luglio 1989) è un calciatore honduregno, centrocampista dell'Olancho.

## Carriera

### Club
Mayorquín cominciò la carriera con la maglia del Marathón. Nel corso del 2009, passò in prestito allo Aalesund, fino al termine della stagione. Esordì nella Tippeligaen il 1º giugno, quando sostituì Peter Orry Larsen nel successo per 1-2 sul campo del Sandefjord. Totalizzò altre 3 apparizioni nella massima divisione norvegese, prima del termine del prestito.
Tornò poi infatti al Marathón.

### Nazionale
Ha giocato i Mondiali Unde-20 del 2009.